# Trypeticus hinei
Trypeticus hinei är en skalbaggsart som beskrevs av Kanaar 2003. Trypeticus hinei ingår i släktet Trypeticus och familjen stumpbaggar. Inga underarter finns listade i Catalogue of Life.